# I. Valdemár dán király
I. Valdemár Knutsson vagy Nagy Valdemár (1131. január 14. – 1182. május 12.) Dánia királya 1157-től haláláig. Felszámolta a dán hajózást veszélyeztető vend fenyegetést, sikerült függetlenné válnia a német-római császártól, és egyházi hozzájárulást szerzett utódai, a Valdemár-dinasztia örökletes uralkodásának megalapításához.

## Életrajza
I. Erik dán király unokájaként, édesapja, Knut Lavard halála után hét nappal született. 1152-ben megkapta Jütland déli részét, unokatestvére, III. Svend halála után pedig Dánia trónját örökölte. Fogadott fivére, Absalon lundi érsek támogatásával (és Oroszlán Henrikkel szövetkezve) azonnal hadjáratsorozatot indított a szláv ránok (= Rügen sziget lakói) ellen (1160–1164), elfoglalva a szigetet, kifosztotta Svatovit szentélyét és Norvégiát is hűbérállamává tette. Valdemár letette Barbarossa Frigyesnek a hűségesküt, és elismerte a császár által támogatott ellenpápát IV. Viktort. A dán egyház vezetője, Eskil lundi érsek inkább száműzetésbe vonult, semhogy ellentétbe kerüljön III. Sándor pápával. Valdemár és Absolon püspök 1165 körül megváltoztatta a véleményét, és elismerte Sándort pápának; ekkor Eskil visszatért Dániába, szentté avatta Valdemár édesapját, Knut Lavardot, fiát, Knutot pedig 1170-ben társkirállyá kente, megnyitva ezzel az utat a Valdemárok örökletes uralkodása előtt, és megtagadva I. Frigyes legfőbb hűbéri hatalmát.
Miután Valdemár az esetleges német támadással szemben kiépítette a dán erődítményrendszert, és felfegyverezte a hadsereget, 1181-ben tényleges erőegyensúly alapján léphetett szövetségre Frigyessel. Ezt a szövetséget szilárdította meg leányának és Frigyes fiának a házassága.
Absolon lundi érsek uralkodása alatt vezette be az egyházi tizedet, mely parasztfelkelést robbantott ki (1177–1181), de Valdemár kegyetlenül leverette. Mintegy 25 évnyi uralom után hunyt el, trónját idősebb fia Knut örökölte.

## Gyermekei
Valdemár felesége, Minszki Zsófia (1141 – 1198. május 5.), a lengyel Ryksa Bolesławówna és Volodar minszki fejedelem leánya nyolc gyermeket szült férjének:
- Zsófia (1159 – 1208)
- Knut (1163 – 1202. november 12.)
- Mária (1165 – ?)
- Margit (1167 – ?)
- Valdemár (1170. június 28. – 1241. március 28.)
- Rikissza (1174 – 1220. május 8.) ∞ X. Erik svéd király
- Dániai Ingeborg (1175 – 1236. július 29.) ∞ II. Fülöp Ágost francia király
- Helena (1177 – 1233) ∞ Lüneburgi Vilmos

Valdemárnak volt egy törvénytelen gyermeke is egy Tova nevű nőtől:
- Kristóf (1150 − 1173), Jütland hercege volt 1170-től haláláig.